# Mary M. Cohen
Mary Matilda Cohen (pseudônimo, Coralie) foi uma economista social americana, jornalista, beletrista, educadora, trabalhadora comunitária e protofeminista. Ela também era uma artista, entalhadora, estenógrafa, escritora e professora.

## Infância e educação
Mary Matilda Cohen nasceu em Filadélfia, Pensilvânia, em 26 de fevereiro de 1854. Ela era a segunda filha de Henry e Matilda Cohen, uma família judia proeminente. Henry Cohen nasceu em Londres, Inglaterra, em 1810, viajou para os Estados Unidos em 1844 e abriu negócios na Filadélfia, onde morreu em 1879. Ele foi identificado com muitas sociedades filantrópicas judaicas e não sectárias. A Sra. Cohen nasceu em Liverpool, Inglaterra. Ela exerceu um trabalho proeminente de caridade.
A filha, Mary, estudou na escola particular de Miss Ann Dickson na Filadélfia até os quatorze anos, aprendendo francês, inglês, latim e desenho. Ela então foi para a escola de Miss Catherine Lyman, onde continuou seus estudos. Depois de deixar a escola, ela fez um curso de literatura com o professor Chase e estudou alemão por três anos. Desde os sete anos de idade, ela teve lições de música lecionadas por sua mãe até ser preparada para a instrução de mestres. Começou a escrever contos aos treze anos.

## Carreira
Seu primeiro ensaio impresso, "A religião tende à alegria", apareceu no Jewish Index, e posteriormente ela se tornou uma importante colaboradora de periódicos religiosos, tanto judaicos quanto cristãos, escrevendo sob o pseudônimo "Coralie". Ela editou esboços de homens e mulheres célebres para publicações; lidou com literatura geral em prosa e poesia, e questões pertencentes à esfera do judaísmo com igual habilidade; ela contribuiu com artigos sobre o status e os importantes papéis assumidos por hebreias e mulheres hebreias, além de histórias e resenhas para revistas religiosas judaicas, seculares e cristãs de várias cidades. No Congresso das Mulheres Hebraicas, realizado em Chicago durante a Exposição Mundial Colombiana, em 1893, Cohen leu seu artigo sobre "A Influência da Religião Judaica no Lar"; e outro, sobre "O que o Judaísmo fez pela Emancipação Teológica das Mulheres", perante o Congresso Unitário em Chicago durante a mesma Exposição. Ela também editou "O Diário e as Cartas de Louisa B. Hart", juntamente com um livro de memórias de Miss Hart.
Ela visitou a Europa três vezes e ocupou vários cargos de responsabilidade em várias sociedades filantrópicas. Cohen serviu como presidente do Clube de Browning da Filadélfia, do qual ela foi a fundadora,  como secretária correspondente da Sociedade de Publicação Judaica da América, como superintendente da Escola Dominical Hebraica do Sul, como presidente da sociedade sob cuja direção as escolas são conduzidas, como membro de alguns dos clubes literários e de arte da Filadélfia, como o Clube Contemporâneo, a Associação Fairmount Park, e como membro do conselho de administração do Museu da Pensilvânia e Escola de Arte Industrial.[carece de fontes?]
Quando o Clube Novo Século foi formado pelo comitê executivo da Comissão do Centenário das Mulheres, após o encerramento da Exposição de 1876, Cohen tornou-se membro e foi posteriormente eleita para o conselho executivo. Por um ano, ela foi responsável pelo curso de redação organizado pela Guilda do Novo Século, e por três anos dirigiu um curso de Browning. Em novembro de 1888, essa classe se transformou em uma sociedade independente, que desenvolveu uma associação de quase 600 homens e mulheres da Filadélfia. Cohen também foi membro da Associação Americana de Ciências Sociais, colocada no departamento de economia social.
Em 1884, Cohen foi convidada pelo Dr. H. L. Wayland, um dos diretores da Associação Americana de Ciências Sociais, para apresentar a essa organização um artigo sobre "Instituições de caridade hebraicas". O artigo foi lido por seu autor antes que a convenção realizada em Saratoga Springs, Nova York, em 12 de setembro de 1884, fosse recebida, discutida e publicada. Em outras ocasiões, Cohen leu artigos sobre temas como "Personalidade como Poder em Movimento"; "O Equilíbrio de Poder entre Trabalho Industrial e Intelectual"; e "Interdependência das Faculdades Poética e Crítica".
Cohen recebeu sua inspiração religiosa do Dr. Sabato Morais. Cohen foi escolhida para servir no comitê da Filadélfia da Exposição Colombiana, no departamento de economia social. Ela trabalhou para a Escola Dominical Hebraica; primeiro, como instrutor em sua filial do Norte e, posteriormente, como Superintendente de sua Escola Dominical do Sul. Ela também prestou serviços para a União das Moças e outras instituições de caridade, educacionais e sociais. Ela foi membro do primeiro Comitê Executivo e, posteriormente, Secretária Correspondente da Sociedade de Publicação Judaica da América. Ela era membro do Comitê de Religião do Conselho Nacional de Mulheres Judias. Ela faleceu em Atlantic City, Nova Jérsia, em 2 de julho de 1911.